# The Saints
I The Saints sono un gruppo rock australiano, formatosi nel 1974 a Brisbane. Sono considerati uno dei primi e più influenti gruppi punk rock. Il loro primo singolo, (I'm) Stranded, pubblicato verso la fine del 1976, ha preceduto gli esordi di gruppi ben più noti, come i Sex Pistols ed i Clash. Secondo Bob Geldof "la musica rock degli anni '70 è stata cambiata da tre gruppi: i Sex Pistols, i Ramones e The Saints".
I membri fondatori, ad eccezione di Chris Bailey, lasciarono il gruppo durante gli anni settanta. Negli anni ottanta, i The Saints iniziarono a suonare un rock più classico, e raggiunsero un discreto successo commerciale in Australia.

## Storia del gruppo
Seppur caratterizzata da frequentissime modifiche di organico attorno al cantante e chitarrista Chris Bailey, la carriera dei The Saints ha attraversato l'intero arco degli anni settanta e ottanta, rendendo il nome del quartetto uno dei più popolari della storia del punk rock australiano.
I legami tra i The Saints e il punk hanno retto soltanto quattro anni, dalla nascita in quel di Brisbane alla separazione del 1978, avvenuta dopo il trasferimento in Inghilterra in cerca di notorietà internazionale: è un periodo marchiato dal fondamentale contributo compositivo e chitarristico di Ed Kuepper, musicista di grande talento che non a caso sarà poi protagonista di una carriera in proprio concretizzatasi in circa 30 album. Bailey, invece, riesumerà la sigla The Saints nel 1979 per dedicarsi a un rock and roll di impronta cantautorale, spesso spigoloso nell'approccio e nei suoni ma privo della durezza e della velocità di esecuzione degli esordi.

### 1974-1979

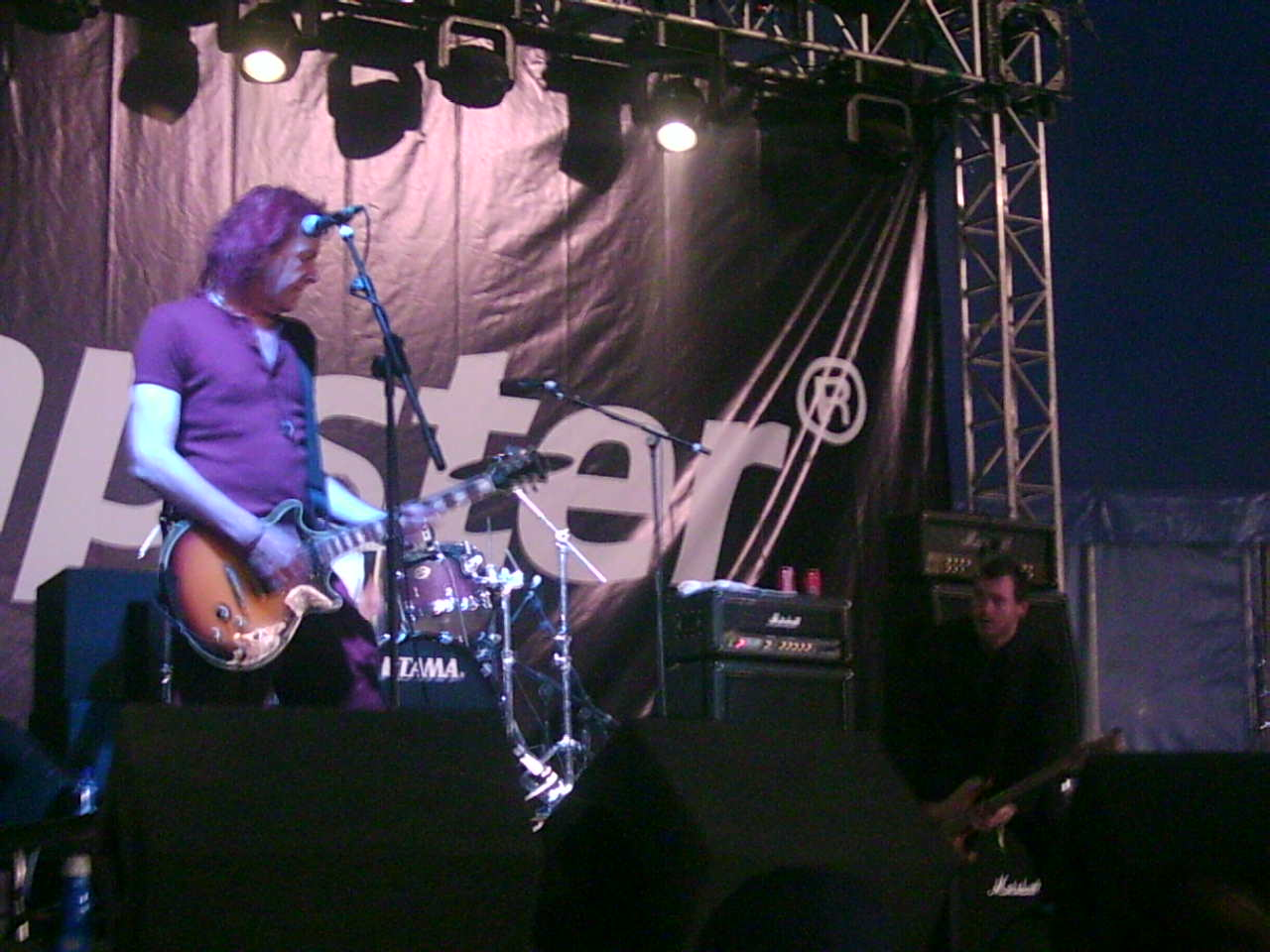
The Saints dal vivo al Download Festival (Regno Unito) nel 2005

I componenti originali del gruppo erano i compagni di scuola Chris Bailey (cantante e compositore, successivamente anche chitarrista), Ed Kuepper (chitarrista e compositore), e Ivor Hay (batterista). La loro ispirazione musicale spaziava da classici artisti rock and roll degli anni cinquanta come Little Richard ed Elvis Presley (una prima formazione del gruppo si chiamava Kid Galahad and the Eternals) fino a gruppi proto-punk degli anni sessanta come The Stooges e MC5.
Nel settembre 1976, con Kym Bradshaw al basso, il gruppo registra e distribuisce in maniera indipendente il suo singolo di debutto, (I'm) Stranded. Nel Regno Unito, la rivista Sounds lo proclama "singolo di questa e di ogni settimana", e il gruppo firma un contratto con la EMI per la pubblicazione di tre album. Sempre nel 1976, il gruppo registra il suo primo album, pubblicato nel febbraio 1977, intitolato anch'esso (I'm) Stranded.
A metà del 1977 il gruppo si trasferisce nel Regno Unito, ed iniziano i primi problemi con la EMI per quanto riguarda la promozione del gruppo. La EMI pretendeva di presentare il gruppo come una tipica punk band, quindi con vestiti strappati e capelli a punta. Il gruppo invece voleva mantenere un'immagine diversa dal classico gruppo punk. Un altro fatto incrinò maggiormente i rapporti. Il singolo This Perfect Day raggiunse un discreto successo commerciale arrivando alla posizione 34 delle classifiche britanniche. Questo successo venne vanificato dalla EMI, che non riuscì a soddisfare la domanda di copie del singolo non stampandone abbastanza.
Sempre nel 1977, con il bassista Alistair "Algy" Ward, il gruppo registra il secondo album, Eternally Yours. L'album si sposta dal suono punk primordiale per arrivare ad un rhythm and blues più classico, inclusa anche una sezione fiati (presente ad esempio nel pezzo Know Your Product). Il pezzo Private Affair affronta il tema della commercializzazione del punk.
Con il successivo album Prehistoric Sounds del 1978, il gruppo continua lo sviluppo del suo sound orientandosi verso influenze jazz-blues. Il fallimento commerciale del disco portò la EMI a scaricare il gruppo. Questo problema, insieme ad altri problemi interni al gruppo tra Kuepper e Bailey si acuirono sempre di più. Le conseguenze furono che Kuepper, Hay e Bailey lasciarono il gruppo, e Kuepper formò i The Laughing Clowns, con i quali seguirà un percorso musicale più improntato all'avanguardia. Rimarrà comunque uno dei più influenti e seguiti artisti australiani, con al suo attivo oltre venti dischi solisti. Bailey continuerà ad utilizzare il nome The Saints insieme a diversi altri musicisti, incluso per un breve periodo Ivor Hay. Anche Kuepper nel 1984 fu sul punto di ricongiungersi al gruppo per lo svolgimento di un tour, ma alla fine rinunciò.

### 1980-presente
Bailey raggiunse un discreto successo commerciale con l'album All Fools Day del 1986, che vendette abbastanza bene in tutto il mondo, come succederà anche al successivo album Prodigal Son (1988). Dopo questi due dischi, Bailey continuerà ad andare in tour ed a registrare con diversi formazioni dei The Saints.
Visto l'utilizzo del nome originale del gruppo da parte di Bailey, Kuepper formò un gruppo con il nome The Aints. Successivamente, Bailey e Kuepper lasceranno da parte i rancori, e ritorneranno a suonare insieme per uno show in occasione della loro nomination per la ARIA Hall of Fame.
Negli anni novanta Bailey pubblicò alcuni album come solista, tra i quali 54 Days at Sea, che presenta un lato melodico e malinconico misto ad influenze sudamericane. Nel 1997 viene pubblicato un nuovo album dei The Saints, Howling, disco dalla registrazione in bassa fedeltà. Spit the Blues Out del 2002 vede invece molte delle influenze blues di Bailey, e ospita all'armonica a bocca Patrick Mathé, della casa discografica francese New Rose, vecchio amico di Bailey.
La formazione attuale del gruppo ha pubblicato un album nel 2006, Imperious Delirium, seguito da un tour europeo per la promozione dello stesso. Il tour è continuato anche durante l'estate del 2007.
Il 14 luglio 2007, Chris Bailey, Ed Kuepper e Ivor Hay si sono riuniti per un unico concerto tenutosi al Queensland Music Festival, con al basso l'attuale bassista dei The Saints, Caspar Wijnberg.
Chris Bailey è deceduto il 9 Aprile 2022, all'età di 65 anni.

## Ultima formazione
- Chris Bailey - voce, chitarra, organo (1974-presente)
- Marty Willson-Piper (chitarra, 2004-presente)
- Caspar Wijnberg - basso (2004-presente)
- Peter Wilkinson - batteria (1999-presente)

## Membri del passato
- Ed Kuepper (chitarra, 1973-1978)
- Ivor Hay (batteria, 1973-1987)
- Laurie Cuff (Laurie "Mysterio") (batteria, chitarra, 1974-1983)
- Doug Balmanno (basso, 1975)
- Kym Bradshaw (basso, 1975-1977)
- Jeffery Wegener (batteria, 1977-1978)
- Alisdair Ward (basso, 1977-1978)
- Roger Cawkwell (sax, piano, 1977-1978)
- Janine Hall (basso, 1979-1985)
- Bruce Callaway (chitarra, 1979-1983)
- Barry Francis (chitarra, 1979)
- Mark Birmingham (batteria, 1980-1981)
- Ian Sheddon (batteria, 1982-2004)
- Chris Burnham (chitarra, 1982-1989)
- Tracey Pew (basso, 1984)
- Richard Burgman (chitarra, 1985)
- Louise Elliot (sax, 1985)
- Joe Chiofalo (tastiere, 1986-1991)
- Dror Erez (tastiere, 1991)
- Tony Faehse (chitarra, 1991)
- Peter Jones (batteria, 1991)
- Michael Bayliss (basso, 1996-?)
- Marty Bjerregaard (batteria, 1996-?)
- Andy Faulkner (chitarra, 1996-)
- Andreas Jörnvill (batteria, 1996)
- Joakim Täck (basso, 1996)
- Ian Walsh (chitarra, 1996)
- Måns Wieslander (chitarra, 1996)
- Eddie Nyström (chitarra, 2002-2004)
- Arturo "Archie" LaRizza - basso (1986–1989, 2002, 2004)

## Discografia
Album in studio
- 1977 - (I'm) Stranded
- 1978 - Eternally Yours
- 1978 - Prehistoric Sounds
- 1981 - The Monkey Puzzle
- 1982 - I Thought This Was Love, But This Ain't Casablanca (pubblicato al di fuori dell'Australia con il titolo Out in the Jungle ... Where Things Ain't So Pleasant')
- 1984 - A Little Madness to Be Free
- 1986 - All Fools Day
- 1988 - Prodigal Son
- 1997 - Howling
- 1998 - Everybody Knows the Monkey
- 2002 - Spit the Blues Out
- 2005 - Nothing is Straight in My House
- 2006 - Imperious Delirium

Album dal vivo
- 1985 - Live in Mud Hut ... Somewhere in Europe
- 1995 - The Most Primitive Band in the World (Live from the Twilight Zone, Brisbane 1974)

Raccolte
- 1986 - Best of the Saints
- 1989 - Scarce
- 1989 - The New Rose Years
- 1991 - Songs of Salvation 1976-1988
- 1991 - Permanent Revolution
- 1996 - Know Your Product - The Best of...
- 1999 - 7799: Big Hits on the Underground
- 2001 - Wild About You
- 2005 - All Times Though Paradise (4 dischi box set)
- 2006 - The Greatest Cowboy Movie Never Made (4 dischi box set)

Singoli
- 1976 - (I'm) Stranded / No Time (Fatal MA-7186 (Australia); Power Exchange PX-242 (UK); Sire 1005) (USA))
- 1977 - Erotic Neurotic / One Way Street (EMI Harvest SHAR-5123 (UK))
- 1977 - This Perfect Day / L-I-E-S (EMI Harvest SHAR-5130; also as 12" with bonus track "Do the Robot" HAR-5130 (UK))
- 1977 - Lipstick on Your Collar / River Deep - Mountain High (EMI 1C 006-82416 (UK))
- 1978 - Know Your Product / Run Down (EMI Harvest 11673 (UK))
- 1978 - Security / All Times Through Paradise (EMI Harvest SHAR-5166 (UK))
- 1980 - Always / In the Mirror (New Rose NEW-3 (France); Larrikin RISS-003 (Australia))
- 1981 - Let's Pretend / Gypsy Woman (Lost Rec 13093 (Australia))
- 1982 - Follow the Leader / Animal (Flicknife FLS-215)
- 1984 - Ghost Ships / Wrapped Up and Blue (New Rose NEW-37 (France))
- 1984 - Imagination / The Prisoner (live) (New Rose NEW-43 (France))
- 1986 - Just Like Fire Would / Storm (Mushroom (Australia))
- 1986 - (You Can't Tamper with) the Temple of the Lord / East is East (Mushroom K-21 (Australia))
- 1986 - See You in Paradise / Casablanca (Mushroom (Australia))

EP
- 1977 - (I'm) Stranded / No Time // B-side by Stanley Frank (split promo EP; Power Exchange (UK))
- 1977 - One Two Three Four
- 1979 - Paralytic Tonight, Dublin Tomorrow
- 1984 - Ghost Ships / Wrapped Up and Blue // Angels / Roses (12" EP; New Rose (France))
- 1993 - Cheap Erotica